# Menuran
Menuran is een bestuurslaag in het regentschap Sukoharjo van de provincie Midden-Java, Indonesië. Menuran telt 5318 inwoners (volkstelling 2010).